# 漢斯-于爾根·施通普夫
漢斯-于爾根·施通普夫（德語：Hans-Jürgen Stumpff，1889年6月15日—1968年5月9日），纳粹德国的一名空军大将。

## 早年生涯
施通普夫出生於波美拉尼亚的科尔贝格（科沃布热格），於1907年加入勃蘭登堡第12「普魯士親王」步兵團，官拜少尉，並於1908年升至中尉。1914年第一次世界大戰爆發後，施通普夫一直服務於軍方參謀部。在戰爭結束時，施通普夫已是上尉軍銜。在威瑪共和國時期，施通普夫以參謀軍官的身份繼續待在威瑪防衛軍中。

## 空軍生涯
1933年9月1日，施通普夫以中校的身份成為了當時還未公開的空軍人事部長，在1937年6月1日至1939年1月1日，德國已合法擁有空軍後成為了空軍參謀長。1938年，施通普夫晉升為航空兵上將。
二次大戰期間，施通普夫指揮了多支航空隊。1940年7月19日，施通普夫被晉升為大將，並被授予騎士鐵十字勳章。到1943年末前，施通普夫指揮過第5航空隊，並參與了不列顛空戰以及對挪威和英國北部的攻擊行動。
1944年1月，施通普夫被任命為帝國保衛戰的空軍指揮，以防止盟軍對德國本土的轟炸。1945年5月8日，施通普夫以空軍代表的身份參與德國於柏林簽署無條件投降的儀式。
施通普夫於1947年從英國戰俘營中釋放，並在1968年死於美因河畔法兰克福。